# Sk8er Boi
„Sk8er Boi“ е сингъл на Аврил Лавин от 2002 година. Включена е в саундтрака на филма „Сабрина“. Клипът на песента е заснет по 2 начина – реален и анимиран. Част е от албума „Let Go“ (2002).

## Сюжет
Песента разказва за едно момиче и едно момче. Момчето е скейтър и пънкар. Момичето играе балет.
То я обича, но тя не обръща внимание на неговите намеци за това, защото е прекалено високомерна. Казва му „Доскоро, момче!“ и го отхвърля.
Но 5 години по-късно, кърмейки бебето си, вижда изненадана, че този, когото тя е отхвърлила, разтърсва MTV. Обаждайки се на приятелите си, разбира, че те всички имат билети за шоуто му. Тя ги проследява и вижда на сцената човека, когото е отхвърлила преди 5 години.
Минорният епизод след втория припев показва съжалението на момичето за това, което е изпуснала. Тук се финализира и самата история.
Последният куплет показва очакването на момичето за прошка.